# Göswein
Göswein ist ein Ortsteil der Großen Kreisstadt Oelsnitz/Vogtl. im sächsischen Vogtlandkreis. Er wurde als Ortsteil von Magwitz am 1. Januar 1973 nach Planschwitz eingemeindet, mit dem der Ort 1. März 1994 zur Stadt Oelsnitz/Vogtl. kam.

## Geografie

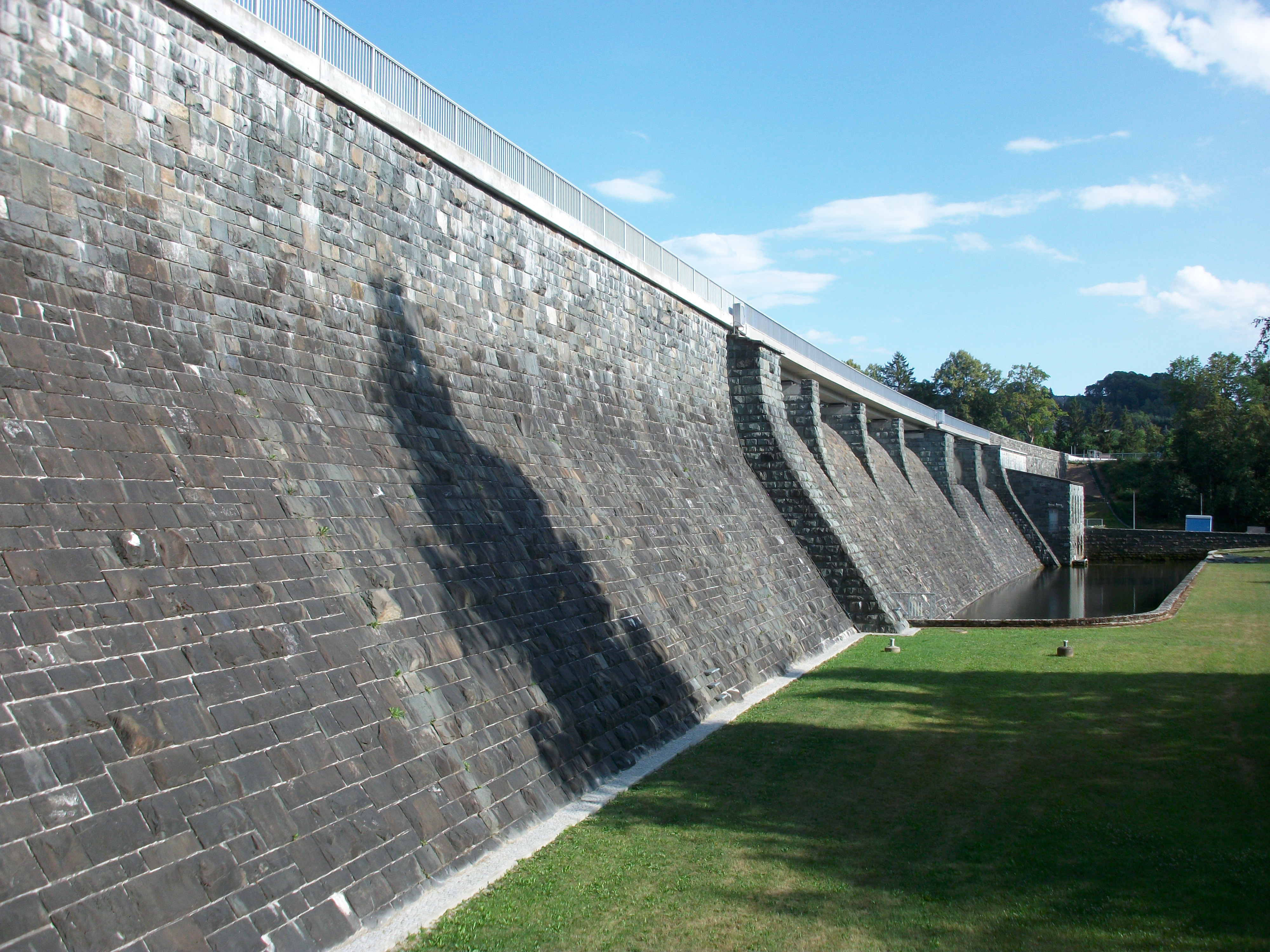
Talsperre Pirk, Staumauer bei Göswein

### Lage und Verkehr
Göswein liegt im Westen des Oelsnitzer Stadtgebiets westlich der Staumauer der durch die Weiße Elster aufgestauten Talsperre Pirk. Die Weiße Elster fließt durch die südliche Ortsflur. Göswein befindet sich im Westen des Vogtlandkreises und im sächsischen Teil des historischen Vogtlands. Geografisch liegt Göswein im Zentrum des Naturraums Vogtland (Übergang vom Mittelvogtländischen Kuppenland zum Oberen Vogtland).
Göswein wird im Norden von der Bundesautobahn 72 begrenzt, die sich in diesem Abschnitt in der Anschlussstelle „Pirk“ mit der Bundesstraße 173 kreuzt. Die südliche Flurgrenze zu Magwitz bildet die Bahnstrecke Plauen–Cheb.
Der Ort ist mit der vertakteten RufBus-Linie 53 des Verkehrsverbunds Vogtland an Oelsnitz, Pirk und Gutenfürst angebunden. In Oelsnitz besteht unter anderem Anschluss nach Schöneck und Adorf. Außerdem wird der Ort von der Linie 52 tangiert, die nach Weischlitz führt.

### Nachbarorte
| Oberweischlitz mit Rosenberg |                                             |             |
|                              | Kompassrose, die auf Nachbargemeinden zeigt | Taltitz     |
| Pirk mit Türbel              | Magwitz                                     | Planschwitz |

## Geschichte
Die Streusiedlung Göswein wurde im Jahr 1791 als „Gößwein“ erwähnt. Sie befand sich in der nördlichen Flur von Magwitz, welches bis ins 19. Jahrhundert zur Grundherrschaft des Ritterguts Magwitz gehörte. Göswein gehörte als Teil von Magwitz bis 1856 zum kursächsischen bzw. königlich-sächsischen Amt Voigtsberg. 1856 wurde der Ort dem Gerichtsamt Oelsnitz und 1875 der Amtshauptmannschaft Oelsnitz angegliedert. Zwischen 1935 und 1938 entstand östlich des Orts die Staumauer der Talsperre Pirk.
Durch die zweite Kreisreform in der DDR kam Göswein als Teil der Gemeinde Magwitz im Jahr 1952 zum Kreis Oelsnitz im Bezirk Chemnitz (1953 in Bezirk Karl-Marx-Stadt umbenannt). Am 1. Januar 1973 erfolgte die Eingemeindung von Magwitz mit Göswein nach Planschwitz. Seit 1990 gehörte Göswein als Ortsteil der Gemeinde Planschwitz zum sächsischen Landkreis Oelsnitz, der 1996 im Vogtlandkreis aufging. Mit der Eingemeindung von Planschwitz nach Oelsnitz wurde Göswein am 1. Januar 1994 ein zum Ortsteil Magwitz der Stadt Oelsnitz/Vogtl. gehöriger Ort.